# Ranchos de Taos
Ranchos de Taos est une census-designated place (CDP) du comté de Taos, au Nouveau-Mexique.
L'église mission Saint-François-d'Assise y est située.
Denis Hopper, réalisateur et acteur d'Easy Rider, est enterré à Ranchos de Taos.

## Démographie
| Groupe            | Ranchos de Taos | Nouveau-Mexique | États-Unis |
| ----------------- | --------------- | --------------- | ---------- |
| Blancs            | 64,2            | 68,4            | 72,4       |
| Autres            | 26,8            | 15,1            | 6,2        |
| Métis             | 6,1             | 3,8             | 2,9        |
| Amérindiens       | 1,9             | 9,4             | 0,9        |
| Afro-Américains   | 0,7             | 2,1             | 12,6       |
| Asiatiques        | 0,3             | 1,4             | 4,8        |
| Total             | 100             | 100             | 100        |
|                   |                 |                 |            |
| Latino-Américains | 70,3            | 46,3            | 16,7       |

Selon l'American Community Survey, pour la période 2011-2015, 55.6 % de la population âgée de plus de 5 ans déclare parler l'anglais à la maison, 38.4 % l'espagnol, 5.1 % le français et 0.9 % l'allemand.